# Дудор
Дудор — деревня в Гусь-Хрустальном районе Владимирской области России, входит в состав Григорьевского сельского поселения.

## География
Деревня расположена в 4 км на северо-запад от центра поселения села Григорьева и в 22 км на юго-восток от Гусь-Хрустального.

## История
В 1859 году в деревне Дудор Заколпского прихода числилось 50 дворов.
В конце XIX — начале XX века деревня входила в состав Заколпской волости Меленковского уезда.
С 1929 года деревня в составе Григорьевского сельсовета Гусь-Хрустального района.

## Население
| 1859 | 1897 | 1926 |
| ---- | ---- | ---- |
| 382  | 600  | 766  |

| 1859 | 1897 | 1905 | 1926 | 2002 | 2010 | 2021 |
| ---- | ---- | ---- | ---- | ---- | ---- | ---- |
| 382  | ↗600 | ↗721 | ↗766 | ↘63  | ↘59  | ↘43  |